# Презентација групе
У математици, презентација је један од метода за специфицирање групе. Презентација групе G обухвата скуп S генератора — тако да се сваки елемент групе може записати као производ степена неких од ових генератора — и скуп R релација међу тим генераторима. Тада кажемо да G има презентацију
{\displaystyle \langle S\mid R\rangle .}
Неформално, G има горњу презентацију ако је то „најслободнија” група генерисана са S, која подлеже само релацијама R. Формално, за групу G се каже да има горњу презентацију ако је изоморфна количнику слободне групе над S са нормалном подгрупом генерисаном релацијама R.
Као једноставан пример, циклична група реда n има презентацију
{\displaystyle \langle a\mid a^{n}=1\rangle ,}
где је 1 идентитет групе. Ово се може еквивалентно написати као
{\displaystyle \langle a\mid a^{n}\rangle ,}
захваљујући конвенцији да се чланови који не укључују знак једнакости сматрају једнаким идентитету групе. Такви чланови називају се релатори, што их разликује од релација које укључују знак једнакости.
Свака група има презентацију, и заправо много различитих презентација; презентација је често најкомпактнији начин описивања структуре групе.
Блиско повезан, али различит концепт је апсолутна презентација групе.

## Позадина
Слободна група над скупом S је група где се сваки елемент може јединствено описати као коначан производ облика:
{\displaystyle s_{1}^{a_{1}}s_{2}^{a_{2}}\cdots s_{n}^{a_{n}}}
где су si елементи скупа S, суседни si су различити, а ai су ненулти цели бројеви (али n може бити нула). Мање формално речено, група се састоји од речи у генераторима и њиховим инверзима, подложних само поништавању генератора са суседном појавом његовог инверза.
Ако је G било која група, а S генеришући подскуп од G, онда је сваки елемент G такође горе наведеног облика; али генерално, ови производи неће јединствено описати елемент G.
На пример, диједарска група D8 реда шеснаест може бити генерисана ротацијом r реда 8 и рефлексијом f реда 2, и сигурно је сваки елемент D8 производ r-ова и f-ова.
Међутим, имамо, на пример, rfr = f−1, r7 = r−1, итд., тако да такви производи нису јединствени у D8. Свака таква еквиваленција производа може се изразити као једнакост са идентитетом, као што су
rfrf = 1,
r8 = 1, или
f‍2 = 1.
Неформално, можемо сматрати ове производе са леве стране као елементе слободне групе F = ⟨r, f ⟩, и нека је R = ⟨rfrf, r8, f‍2⟩. То јест, нека је R подгрупа генерисана низовима rfrf, r8, f‍2, од којих је сваки такође еквивалентан са 1 када се посматра као производ у D8.
Ако тада означимо са N подгрупу од F генерисану свим коњугатима x−1Rx од R, онда по дефиницији следи да је сваки елемент N коначан производ x1−1r1x1 ... xm−1rm xm чланова таквих коњугата. Из тога следи да ће се сваки елемент N, када се посматра као производ у D8, такође свести на 1; и стога је N нормална подгрупа од F. Дакле, D8 је изоморфна количничкој групи F/N. Тада кажемо да D8 има презентацију
{\displaystyle \langle r,f\mid r^{8}=1,f^{2}=1,(rf)^{2}=1\rangle .}
Овде је скуп генератора S = {r, f }, а скуп релација је R = {r 8 = 1, f 2 = 1, (rf )2 = 1}. Често се R скраћује, дајући презентацију
{\displaystyle \langle r,f\mid r^{8}=f^{2}=(rf)^{2}=1\rangle .}
Још краћи облик изоставља знак једнакости и идентитета, да би се навео само скуп релатора, који је {r 8, f 2, (rf )2}. Тиме се добија презентација
{\displaystyle \langle r,f\mid r^{8},f^{2},(rf)^{2}\rangle .}
Све три презентације су еквивалентне.

## Ознаке
Иако је нотација ⟨S | R⟩ која се користи у овом чланку за презентацију сада најчешћа, ранији аутори су користили различите варијације истог формата. Такве нотације укључују следеће:
- ⟨S | R⟩
- (S | R)
- {S; R}
- ⟨S; R⟩

## Дефиниција
Нека је S скуп и нека је FS слободна група над S. Нека је R скуп речи над S, тако да R природно даје подскуп од {\displaystyle F_{S}}. Да би се формирала група са презентацијом {\displaystyle \langle S\mid R\rangle }, узме се количник од {\displaystyle F_{S}} по најмањој нормалној подгрупи која садржи сваки елемент из R. (Ова подгрупа се назива нормално затворење N од R у {\displaystyle F_{S}}.) Група {\displaystyle \langle S\mid R\rangle } се тада дефинише као количничка група
{\displaystyle \langle S\mid R\rangle =F_{S}/N.}
Елементи S се називају генератори групе {\displaystyle \langle S\mid R\rangle }, а елементи R се називају релатори. Каже се да група G има презентацију {\displaystyle \langle S\mid R\rangle } ако је G изоморфна {\displaystyle \langle S\mid R\rangle }.
Уобичајена је пракса да се релатори пишу у облику {\displaystyle x=y} где су x и y речи над S. То значи да {\displaystyle y^{-1}x\in R}. Ово има интуитивно значење да се слике x и y требају сматрати једнаким у количничкој групи. Тако је, на пример, rn у листи релатора еквивалентно са {\displaystyle r^{n}=1}.
За коначну групу G, могуће је изградити презентацију G из табеле множења групе, на следећи начин. Узмимо да је S скуп елемената {\displaystyle g_{i}} из G, а R да су све речи облика {\displaystyle g_{i}g_{j}g_{k}^{-1}}, где је {\displaystyle g_{i}g_{j}=g_{k}} унос у табели множења.

### Алтернативна дефиниција
Дефиниција презентације групе може се алтернативно преформулисати у терминима класа еквиваленције речи над алфабетом {\displaystyle S\cup S^{-1}}. У овој перспективи, две речи проглашавамо еквивалентним ако је могуће доћи од једне до друге низом потеза, где се сваки потез састоји од додавања или уклањања узастопног пара {\displaystyle xx^{-1}} или {\displaystyle x^{-1}x} за неко x у S, или додавањем или уклањањем узастопне копије релатора. Елементи групе су класе еквиваленције, а операција групе је конкатенација.
Овај приступ је посебно уобичајен у области комбинаторичка теорија група.

## Коначно презентоване групе
За презентацију се каже да је коначно генерисана ако је S коначан, а коначно повезана ако је R коначан. Ако су оба коначна, каже се да је коначна презентација. Група је коначно генерисана (односно коначно повезана, коначно презентована) ако има презентацију која је коначно генерисана (односно коначно повезана, коначна презентација). Група која има коначну презентацију са једном релацијом назива се група са једним релатором.

## Рекурзивно презентоване групе
Ако је S индексиран скупом I који се састоји од свих природних бројева N или коначног подскупа њих, онда је лако поставити једноставно један-на-један кодирање (или Геделово нумерисање) f : FS → N из слободне групе над S у природне бројеве, тако да можемо пронаћи алгоритме који, за дато f(w), израчунавају w, и обрнуто. Тада можемо назвати подскуп U од FS рекурзивним (односно рекурзивно пребројивим) ако је f(U) рекурзиван (односно рекурзивно пребројив). Ако је S индексиран као горе, а R рекурзивно пребројив, онда је презентација рекурзивна презентација, а одговарајућа група је рекурзивно презентована. Ова употреба може изгледати чудно, али могуће је доказати да ако група има презентацију са R рекурзивно пребројивим, онда има и другу са R рекурзивним.
Свака коначно презентована група је рекурзивно презентована, али постоје рекурзивно презентоване групе које се не могу коначно презентовати. Међутим, теорема Грејама Хајгмана каже да коначно генерисана група има рекурзивну презентацију ако и само ако се може уградити у коначно презентовану групу. Из овога можемо закључити да постоји (до изоморфизма) само пребројиво много коначно генерисаних рекурзивно презентованих група. Бернхард Нојман је показао да постоји непребројиво много неизоморфних група са два генератора. Стога, постоје коначно генерисане групе које се не могу рекурзивно презентовати.

## Историјат
Једну од најранијих презентација групе помоћу генератора и релација дао је ирски математичар Вилијам Роуан Хамилтон 1856. године, у свом икосијанском рачуну – презентацији икосаедарске групе.
Прво систематско проучавање дао је Валтер фон Дик, ученик Феликса Клајна, почетком 1880-их, постављајући темеље за комбинаторичку теорију група.

## Примери
Следећа табела наводи неке примере презентација за често проучаване групе. Имајте на уму да у сваком случају постоје многе друге могуће презентације. Наведена презентација није нужно најефикаснија могућа.
| Група                                                                                         | Презентација | Коментари |
| --------------------------------------------------------------------------------------------- | --- | --- |
| слободна група над S                                                                          | {\displaystyle \langle S\mid \varnothing \rangle } | Слободна група је „слободна” у смислу да не подлеже никаквим релацијама.                                         |
| {\displaystyle \pi _{1}(S_{g})}, површинска група оријентабилног рода {\displaystyle g\geq 0} | {\displaystyle \left\langle a_{1},b_{1},\ldots ,a_{g},b_{g}\|[a_{1},b_{1}][a_{2},b_{2}]\ldots [a_{g},b_{g}]\right\rangle } | Угласта заграда означава комутатор: {\displaystyle [a,b]=aba^{-1}b^{-1}}                                         |
| Cn, циклична група реда n                                                                     | {\displaystyle \langle a\mid a^{n}\rangle } | |
| Dn, диједарска група реда 2n                                                                  | {\displaystyle \langle r,f\mid r^{n},f^{2},(rf)^{2}\rangle } | Овде r представља ротацију, а f рефлексију.                                                                      |
| D∞, бесконачна диједарска група                                                               | {\displaystyle \langle r,f\mid f^{2},(rf)^{2}\rangle } | |
| Dicn, дициклична група                                                                        | {\displaystyle \langle r,f\mid r^{2n},r^{n}=f^{2},frf^{-1}=r^{-1}\rangle } | Кватернионска група Q8 је посебан случај када је n = 2                                                           |
| Z × Z                                                                                         | {\displaystyle \langle x,y\mid xy=yx\rangle } | |
| Z/mZ × Z/nZ                                                                                   | {\displaystyle \langle x,y\mid x^{m},y^{n},xy=yx\rangle } | |
| слободна Абелова група над S                                                                  | {\displaystyle \langle S\mid R\rangle } где је R скуп свих комутатора елемената S | |
| Sn, симетрична група над n симбола                                                            | генератори: {\displaystyle \sigma _{1},\ldots ,\sigma _{n-1}} релације: - {\displaystyle \sigma _{i}^{2}=1}, - {\displaystyle \sigma _{i}\sigma _{j}=\sigma _{j}\sigma _{i}{\mbox{ if }}j\neq i\pm 1}, - {\displaystyle \sigma _{i}\sigma _{i+1}\sigma _{i}=\sigma _{i+1}\sigma _{i}\sigma _{i+1}\ } Последњи скуп релација може се трансформисати у - {\displaystyle {(\sigma _{i}\sigma _{i+1}})^{3}=1\ } коришћењем {\displaystyle \sigma _{i}^{2}=1}. | Овде σi је пермутација која замењује i-ти елемент са i+1-им. Производ σiσi+1 је 3-циклус на скупу {i, i+1, i+2}. |
| Bn, групе плетеница                                                                           | генератори: {\displaystyle \sigma _{1},\ldots ,\sigma _{n-1}} релације: - {\displaystyle \sigma _{i}\sigma _{j}=\sigma _{j}\sigma _{i}{\mbox{ if }}j\neq i\pm 1}, - {\displaystyle \sigma _{i}\sigma _{i+1}\sigma _{i}=\sigma _{i+1}\sigma _{i}\sigma _{i+1}\ } | Приметите сличност са симетричном групом; једина разлика је уклањање релације {\displaystyle \sigma _{i}^{2}=1}. |
| V4 ≅ D2, Клајнова 4-група                                                                     | {\displaystyle \langle s,t\mid s^{2},t^{2},(st)^{2}\rangle } | |
| T ≅ A4, тетраедарска група                                                                    | {\displaystyle \langle s,t\mid s^{2},t^{3},(st)^{3}\rangle } | |
| O ≅ S4, октаедарска група                                                                     | {\displaystyle \langle s,t\mid s^{2},t^{3},(st)^{4}\rangle } | |
| I ≅ A5, икосаедарска група                                                                    | {\displaystyle \langle s,t\mid s^{2},t^{3},(st)^{5}\rangle } | |
| Q8, кватернионска група                                                                       | {\displaystyle \langle i,j\mid i^{4},jij=i,iji=j\rangle \,} | За алтернативну презентацију погледајте Dicn изнад са n=2.                                                       |
| SL(2, Z)                                                                                      | {\displaystyle \langle a,b\mid aba=bab,(aba)^{4}\rangle } | тополошки a и b се могу визуелизовати као Денови обрти на торусу                                                 |
| GL(2, Z)                                                                                      | {\displaystyle \langle a,b,j\mid aba=bab,(aba)^{4},j^{2},(ja)^{2},(jb)^{2}\rangle } | нетривијална Z/2Z – проширење групе од SL(2, Z)                                                                  |
| PSL(2, Z), модуларна група                                                                    | {\displaystyle \langle a,b\mid a^{2},b^{3}\rangle } | PSL(2, Z) је слободан производ цикличних група Z/2Z и Z/3Z                                                       |
| Хајзенбергова група                                                                           | {\displaystyle \langle x,y,z\mid z=xyx^{-1}y^{-1},xz=zx,yz=zy\rangle } | |
| BS(m, n), Баумслаг-Солитар групе                                                              | {\displaystyle \langle a,b\mid a^{n}=ba^{m}b^{-1}\rangle } | |
| Титсова група                                                                                 | {\displaystyle \langle a,b\mid a^{2},b^{3},(ab)^{13},[a,b]^{5},[a,bab]^{4},((ab)^{4}ab^{-1})^{6}\rangle } | [a, b] је комутатор                                                                                              |

Пример коначно генерисане групе која није коначно презентована је венчани производ {\displaystyle \mathbf {Z} \wr \mathbf {Z} } групе целих бројева са самом собом.

## Неке теореме
Теорема. Свака група има презентацију.
Да бисте ово видели, за дату групу G, размотрите слободну групу FG над G. По универзалном својству слободних група, постоји јединствен хомоморфизам група φ : FG → G чија је рестрикција на G идентитетска пресликавање. Нека је K језгро овог хомоморфизма. Тада је K нормално у FG, стога је једнако свом нормалном затворењу, па је ⟨G | K⟩ = FG/K. Пошто је идентитетска пресликавање сурјективно, φ је такође сурјективно, па по Првој теореми о изоморфизму, ⟨G | K⟩ ≅ im(φ) = G. Ова презентација може бити веома неефикасна ако су и G и K много већи него што је потребно.
Последица. Свака коначна група има коначну презентацију.
Могуће је узети елементе групе за генераторе и Кејлијеву табелу за релације.

### Новиков-Бунова теорема
Негативно решење проблема речи за групе каже да постоји коначна презентација ⟨S | R⟩ за коју не постоји алгоритам који, за дате две речи u, v, одлучује да ли u и v описују исти елемент у групи. Ово је показао Пјотр Новиков 1955. године а другачији доказ је добио Вилијам Бун 1958. године.

## Конструкције
Претпоставимо да G има презентацију ⟨S | R⟩ и H има презентацију ⟨T | Q⟩ са S и T који су дисјунктни. Тада
- слободан производ G ∗ H има презентацију ⟨S, T | R, Q⟩;
- директан производ G × H има презентацију ⟨S, T | R, Q, [S, T]⟩, где [S, T] значи да сваки елемент из S комутира са сваким елементом из T (уп. комутатор); и
- полудиректан производ G ⋊φ H има презентацију ⟨S, T | R, Q, {t s t−1 φt(s)−1 | s in S, t in T}⟩.[7]

## Дефицит
Дефицит коначне презентације ⟨S | R⟩ је једноставно |S| − |R| а дефицит коначно презентоване групе G, означен као def(G), је максимум дефицита преко свих презентација G. Дефицит коначне групе је не-позитиван. Шуров мултипликатор коначне групе G може бити генерисан са −def(G) генератора, а G је ефикасна ако је тај број потребан.

## Геометријска теорија група
Презентација групе одређује геометрију, у смислу геометријске теорије група: имамо Кејлијев граф, који има метрику, названу метрика речи. Такође постоје два резултујућа поретка, слаби поредак и Бруаов поредак, и одговарајући Хасеови дијаграми. Важан пример су Коксетерове групе.
Даље, нека својства овог графа (груба геометрија) су интринзична, што значи да не зависе од избора генератора.